# Pino Piras
Pino Piras (L'Alguer 18-03-1941 - † Sàsser 30-05-1989) va ésser un dels més populars dels cantants algueresos, el que va visitar més vegades el Principat de Catalunya, i un dels pocs que han tingut accés a la producció discogràfica.

## L'obra poetica
En el 1972 participa (sense bon èxit) al Primer Festival de la Cançó Algueresa, on coneix els autors algueresos més coneguts, com el Pasqual Gallo, n'Antonella Salvietti, el Rafael Caria, l'Antonel·lo Colledanchise, Àngel Ceravola, Nando Dalerci, Àngel Maresca, Pasqual Pirisi i la novia Maria Teresa, i altres.
En el 1973 obri, al centre històric de L'Alguer, el Bar Folklore, on canten i sonen els millors autors algueresos. El seu primer àlbum "Cançons de reganal" és del 1974. Les seues cançons més poètiques no tenen bon succés, però sí que ho tenen les cançons més populistes, com "Quatre quilons de merda negra", "Lo pipiripì", "Lo Rei Serafì". Les seues primeres cançons són sovint populistes, divertents i satíriques ("Viva Sant Pere", "L'embriagoni nat", "La baralla"), per bé que algunes tendeixen al lirisme ("Calma d'azul que enganya") i a la reivindicació històrica i cultural de l'Alguer ("La ginqueta").
En el 1976 presenta com a autor i registra “País d'alegries”, una comèdia satírica en dos actes, en el Teatre Selva.
En els anys 1978 a 1980 prepara el segon i darrer àlbum: "En Poema, Sàtira, Cançó", que, però, no té bon èxit.

## Les col·laboracions i darrers concerts
En els anys '70 Pino Piras canta amb Pino Ferraris, amic seu de la infància ençà.
En tots els anys '80, la cançó algueresa coneix una crisi, i Pino Piras no es ret: s'acaba l'amistat amb el seu amic de sempre Pino Ferraris i del 1980 al 1988 canta en tota la Sardenya amb Pietro Ledda, Antonel·lo Colledanchise, Berto Calaresu: llur cançons coneixen fortuna, per la primera vegada, a fora de L'Alguer.
En el 1988 Antonello Bilardi, l'Assessor a la Cultura de l'Ajuntament de L'Alguer, organitza 10 concerts en el centre historic de L'Alguer amb els tres autors-compositors-intèrprete més representatius: Pino Piras, Antonel·lo Colledanchise, Angel Ceravola; són els deu darrers concerts de Pino Piras, inoblidables: tota L'Alguer va a aplaudir els tres autors en els concerts. L'últim concert, a la Plaça Civica, en el setembre del 1988, veu Pino Piras, Antonel·lo Colledanchise, Angel Ceravola junts amb Josep Tero i la Marina Rossell. Concert històric per a tots els amants de la cançó Algueresa.
Amb el cantautor Antonel·lo Colledanchise va escriure algunes cançons que constitueixen unes de les pàgines més importants de la història de la cançó Algueresa: el 1974 escriuen junts "La vera mare" (lletra de Pino Piras, mứsica de Antonel·lo Colledanchise; en el 1984 "Lo plor de la mare" (lletra de Antonel·lo Colledanchise, música de Pino Piras), el 1986 "Pregadoria a Sant Miquel". Va morir l'any 1989.

## Treballs i publicacions sobre Pino Piras[1]
En el setembre del 1989 L'Alguer li dedica una tardada de cançons al Teatre Selva. Va ser presentada la cançó "A una núvola" escrivida del cantautor Antonel·lo Colledanchise.
En el mateix any, Tele Riviera Corallo, la Televisió algueresa, li dedica "Speciale Pino Piras", sota la direcció de Antonel·lo Colledanchise, amb entrevistes i una sèrie de videoclips inèdits de Pino Piras.
El 2007 la Vila de L'Alguer li dedica una Plaça. Eixi un llibre de l'obra poetica completa, a cura de Rafael Sari i Bozzolo.
El 2010 és editat un CD per Claudia Crabuzza i Claudio Sanna amb cançons de Pino Piras: "Un home de país".
El 2010 Claudia Crabuzza va editar un segon Especial dedicat a Pino Piras amb noves entrevistes.

## Discografia
- Cançons de reganal (1977). Els temes que incloïa Cançons de reganal (1977) són: “La criació”, “Natale Leone”, “La falsa iglésia”, “Santuaïni 74”, “Gita cinc, aganxa deu”, “La vida nostra”, “La carabassa”, “Lo servidor”, “Lo poll revudit”, “Lo colom imprudent”, “La partida” i “Passa Jesucrist”.

- En poema, sàtira, cançó (1981) conté aquestes cançons: “La ginqueta”, “L'animal predador”, “La feminista”, “L'embriagoni nat”, “Lo pare espiritual”, “Lo forister”, “Calma de azul que enganya”, “Qui trista que és la tarda”, “La baralla”, “Lo polític” i “Lo president lleó”.

Del contingut d'aquests dos discos atreu l'atenció que no hi siguin cançons de Pino tan populars com “Quatre quilons”, “Catxi sant Pere”, “Lo rei Serafí” o “Cercant lo pipiribí”.